# Карло I Токко

Завоевания Карло Токко

Карло I Токко (греч. Κάρολος Α΄ Τόκκος; ум. 4 июля 1429) — граф Кефалинии и Закинфа с 1376 года, правитель Янины (осколок Эпира) с 1411 г. В 1416 году Карло I объединил своё государство с Артским деспотатом и стал правителем объединённого Эпира. Последний эпирский правитель, которому титул деспота был пожалован византийским императором Мануилом II Палеологом в 1415 году. В то время как последние правители Эпира после Карло I — Карло II Токко и затем Леонардо III Токко уже не удостоились официального дарования этого титула со стороны Византии.

## Происхождение
Карло I был старшим сыном графа Кефалинии и Закинфа Леонардо I Токко и сестры янинского деспота Исава де' Буонделмонти Маддалины де' Буонделмонти. Матерью его отца была Маргарита Орсини, сестра эпирских деспотов и графов Кефалинии Николая Орсини и Иоанна II Орсини. Таким образом, Карло имел основания претендовать на трон этого балканского государства.

## Обретение власти

### Граф Кефалинии
После смерти своего отца в 1376 году, Карло получил графство Кефалиния и Закинф. Ему пришлось делить власть со своим братом Леонардо II, который получил остров Закинф в качестве апанажа в 1399 году. Будучи зятем афинского герцога Нерио Аччайоли, Карло претендовал на города Коринф и Мегара, а также владел частью Элиды с 1402 до 1427 года. Тогда византийцы разбили его флот в битве у Эхинад.
В 1402 году Карло I начал устраивать набеги на южные территории Артского деспотата. Ему удалось осадить деспота Ангелокастрона Сгуроса Буа Шпату, и хотя войска Карло были отбиты деспотом Арты Муриком Буа Шпатой, но и Сгурос скончался от полученных ран. Новый правитель Ангелокастрона Паул Буа Шпата заключил мир с турками-османами. Против Карло выступил османский отряд под командованием Юсуф Бея, но потерпел поражение от сил Карло I Токко и турки заключили с ним мирный договор. В 1408 году Карло захватил Ангелокастрон.

### Правитель Янины
Карло также контролировал несколько эпирских крепостей в Акарнании и Этолии. После того, как в феврале 1411 года были свергнуты вдова его дяди Исава де Буондельмонти и её сын, жители Янинского деспотата предложили Карло принять власть в их государстве. Токко согласился и весной триумфально прибыл в Янину. Почти сразу он провозгласил себя деспотом, хотя местные жители настаивали на том, чтобы Карло добивался признания этого титула от византийского императора. Тогда правитель Янины отправил посольстве во главе со своим братом Леонардо II в Византию. В итоге Мануил II Палеолог официально даровал Карло I титул деспота в 1415 году. Овладев престолом Янины, Токко начал войну с Артским деспотатом. Чтобы противостоять Карло, Мурик Шпата заключил союз с правителем Гирокастра Гин Зенебежи. Совместными силами им удалось одержать победу над Карло Токко в 1412 году и осадить Янину, но взять столицу государства албанцам не удалось.
В начале 1413 года Карло Токко был вынужден обратиться к туркам за поддержкой, организовав брак одной из его дочерей с Мусой Челеби, одним из османских князей, борющимися за султанат во время Османского междуцарствия. Союз с турками посеял раздор в лагере албанцев. Так, например, Гин Зенебиши отошёл от военных действий против Янинского деспотата и стал искать союза с Карло I. А в 1415 году Мурик Шпата погиб от болезни.
Новый деспот Арты Якуп Буа Шпата попытался захватить у Токко эпирскую крепость Воблиан, но был сильно разбит братом Карло Леонардом II Токко около Никополя. После этого, Леонардо попытался развить успех, пытаясь захватить у деспота Рогою, но недооценил силы албанцев и потерпел от них поражение.
В 1416 году Карло I осадил Арту. Якупу Шпате удалось отстоять столицу деспотата. Токко отступил обратно в Янину, и вскоре после этого он смог заманить Якупа в засаду, в которой деспот был схвачен и казнен 1 октября 1416 года. После смерти Якупа магнаты Арты захватили контроль над деспотатом и предложили передать его Карло I Токко, если он сохранит их права и привилегии. Карло принял эти условия и вошел в Арту 4 октября. Леонардо II к тому времени удалось захватил Рогою.

### Правитель объединённого Эпира
Клану Токко удалось овладеть основными городами Эпира, в последний раз сплотив исконные владения Эпирского деспотата. Ещё в 1415 году Карл получил от византийского императора Мануила II Палеолога титул деспота, хотя в дальнейшем он сражался с византийскими силами в Морейском деспотате за Элиду. В то время Морейский деспотат начал стремительный захват остатков Ахейского княжества на Пелопоннесе. В результате под ударом оказались наследственные земли Карло Токко: Элида, Коринф и Мегары. В 1426 году Токко объявил Морейскому деспотату войну.
В ответ византийцы начали осаду с моря и с суши принадлежащей Токко Гларенцы. Карло в свою очередь собрал корабли со всех своих владений, нанял несколько судов в Марселе и передал командование флотилией своему незаконнорожденному сыну Турно. В последовавшем сражении у Эхинадских островов в 1427 году византийцы одержали решительную победу: большинство кораблей Токко было уничтожено или захвачено. Таким образом, Карло Токко был вынужден отказаться от своих амбиций на Пелопоннесе, а также от Элиды и наследственных прав на Коринф и Мегары
Наследником Карло стал его племянник Карло II Токко, сын Леонардо II Токко. Племянница Карло Креуса (ранее считалось, что её сестра Маддалена), в православии — Теодора, стала первой женой Константина Палеолога Драгаша, деспота Мореи, будущего последнего императора Византии Константина XI.

## Семья
От брака с Франческой Аччайоли у Карло не было детей. Но от служанок государь оставил пять незаконнорождённых сыновей:
- Мемноне из Акарнании;
- Эрколе;
- Турно;
- Антонио;
- Орландо из Рениассы.